# KEGOC
Die Kazakhstan Electricity Grid Operating Company (KEGOC) ist ein staatliches Energieversorgungsunternehmen in Kasachstan mit Hauptsitz in Astana. Es betreibt das kasachische Stromnetz und befindet sich zu 100 Prozent im Besitz von Samruk-Kazyna.
Die Kazakhstan Electricity Grid Operating Company wurde am 11. Juli 1997 auf Beschluss der kasachischen Regierung gegründet, um das Energienetz neu zu organisieren. Es betreibt das Hochspannungsnetz zu 100 Prozent und mit 40 Prozent Anteil das kasachische Niederspannungsnetz.